# ال‌جی زنون
ال‌جی اگزنون (به انگلیسی: LG Xenon)، یک‌نمونه از گوشی‌های تلفن همراه سری یو‌اس‌آ جی‌اس‌ام (به انگلیسی: USA GSM (CB/CE/CG/CU)) شرکت ال‌جی الکترونیکس می‌باشد که توسط همین شرکت به بازار عرضه شده‌است. 